# Uzcard
Uzcard — национальная платёжная система Узбекистана, основанная в 2004 году. Разработана и обслуживается АО «Единый общереспубликанский процессинговый центр».
Система обеспечивает выпуск и обработку банковских карт, используется для безналичных расчётов, переводов и снятия наличных в национальной валюте — узбекских сумах. Uzcard интегрирована с рядом коммерческих банков страны и обслуживается широкой сетью POS-терминалов и банкоматов. Является ключевым элементом финансовой инфраструктуры Узбекистана, обеспечивая доступ населения к современным платёжным услугам.

## История
24 сентября 2004 года постановлением Кабинета Министров Республики Узбекистан основан единый общереспубликанский Процессинговый Центр (ЕОПЦ). Позже запущена в обращение карты DUET и Online, внедрена услуга «SMS-информирование».
В 2013 году разработана и внедрен персональный кабинет myUzcard.uz для держателей, появилась возможность перевода денег между картами.
2015
- Сертификация по международному стандарту безопасности PCI DSS.

2016
- Разработано и внедрено программное обеспечение для POS-терминалов «Uzcard POS».
- Разработано и внедрено программное обеспечение для инфокиосков «Uzcard Infokiosk».
- Впервые была реализована возможность осуществления транзакций картами «UnionPay International» в Национальном Банке Узбекистана.

2017
- Внедрена возможность оплаты картами «MasterCard» через POS-терминалы Национального Банка Узбекистана.

2018
- Приостановлено обслуживание DUET карт.
- Начат выпуск кобейджинговых карт «Uzcard — Union Pay International».
- Запущен эквайринг карт «UnionPay International» в сети банкоматов и терминалов «Uzcard».
- Запущен эквайринг карт «MasterCard» в терминальной сети «Uzcard».

2019
- Запущен эквайринг карт «Visa»[2].
- «Uzcard» объявил о полной поддержке карт Visa, Mastercard, UnionPay, МИР в своей терминальной сети.
- Начат выпуск кобейджинговых карт «Uzcard — МИР»[3].

2020
- Запущены трансграничные переводы на карты «Uzcard» с карт «МИР»[4].
- Внедрена покупка и продажи иностранной валюты через банкоматы «Uzcard»[5].
- Начат выпуск кобейджинговых карт «Uzcard — MasterCard»[6].

2022
- Приостановка обслуживания трансграничных кобейджинговых карт «Uzcard — МИР»[7].
- Выпуск новых бесконтактных карт Uzcard с поддержкой NFC.

2023
- Интеграция банкоматов Uzcard и HUMO[8].
- Выпуск виртуальных карт.